# Gnathoweisea planiceps
Gnathoweisea planiceps är en skalbaggsart som först beskrevs av Thomas Casey 1899.  Gnathoweisea planiceps ingår i släktet Gnathoweisea och familjen nyckelpigor. Inga underarter finns listade i Catalogue of Life.